# ديزج حسين بيغ
ديزج حسين‌ بيغ هي قرية في مقاطعة مرند، إيران. عدد سكان هذه القرية هو 3,764 في سنة 2006.